# Twenterand
Twenterand est une commune néerlandaise d'environ 33 000 habitants, située en province d'Overijssel.